# Размеров, Владимир Иванович
Владимир Иванович Разме́ров (1902 — ?) — советский метростроитель.

## Биография
В 1930-х годах работал на строительстве московского метро.
Незадолго до начала войны направлен на строительство Ленинградского метрополитена. В 1941—1942 годах в блокадном Ленинграде, участник возведения оборонительных сооружений и строительства «дороги жизни». Полковник.
С 1942 года снова работал в московском Метрострое. В конце войны дважды выезжал в командировки в Германию, руководил демонтажем немецких заводов.
После войны — главный механик Метростроя.
Кандидат технических наук (1968).
Публикации:
- Справочник электромеханика Метростроя [Текст] / Составители: В. И. Размеров, А. О. Белый, И. А. Шлыков и др. ; Метрострой, Отдел гл. инж.-механика и Отдел тех. обучения. — Москва : [б. и.], 1943. — 152 с., 1 л. табл. : номогр., схем.; 16 см.
- Размеров В. И. Новое буровое оборудование для проходки [ж.- д.] тоннелей и … «Метрострой», 1977, No 6. с. 5 — 7 с ил.

Работал на Метрострое до конца 1970-х годов.
Сын — историк Владимир Размеров, ведущий научный сотрудник ИМЭМО РАН.

## Награды и премии
- Сталинская премия второй степени (1947) — за усовершенствование и внедрение на строительство Московского метрополитена имени Л. М. Кагановича щитового метода проходки тоннелей, обеспечившего значительное повышение производительности труда на подземных работах
- орден Ленина
- медаль «За оборону Ленинграда»